# Joe's XMASage
Joe's Xmasage es un álbum recopilatorio del músico y compositor Frank Zappa, editado de forma póstuma en diciembre de 2005. Es el tercero de una serie de ediciones del productor y compilador Joe Travers que empezó con Joe's Corsage en 2004.

## Lista de canciones
Todas las canciones compuestas por Frank Zappa.
1. "Mormon Xmas Dance Report" - 1:51
2. "Prelude to "The Purse"" - 2:24
3. "Mr. Clean" (Mezcla alternativa) - 2:04
4. "Why Don'tcha Do Me Right?" - 5:01
5. "The Muthers/Power Trio" - 3:16
6. "The Purse" - 11:39
7. "The Moon Will Never Be the Same" - 1:10
8. "GTR Trio" - 11:21
9. "Suckit Rockit" - 4:15
10. "Mousie's First Xmas" - 0:56
11. "The Uncle Frankie Show" - 11:41